# Kolbič
Kolbič je priimek v Sloveniji, ki ga je po podatkih Statističnega urada Republike Slovenije na dan 1. januarja 2010 uporabljalo 16 oseb.

## Znani nosilci priimka
- Gabri(j)el Kolbič (1913—1995), kipar, slikar
- Gabrijela Kolbič, bibliotekarka UKM-Maribor za posebne zbirke (Glazerjeva knjižnica...)